# あだち理絵子
あだち 理絵子（あだち りえこ、1974年12月18日 - ）は、大阪府出身のタレント、元グラビアアイドル。松竹芸能を退所、2025年4月からフリー。劇団「テノヒラサイズ」の一員である。

## 来歴・人物
吹田市出身。追手門学院高等学校卒、高校在学中はアメフト部のマネージャーだった。京都産業大学卒、クラブは「氷上競技部フィギュア部門」に所属。趣味はスパイスカレー巡り、山登り、2025年大阪マラソン完走。乗馬（4級ライセンス所持）。
特技はフィギュアスケート、インドネシア語、整体
私生活では2011年9月に長男、2014年6月に次男を出産、2児の母である。

## 年齢
デビュー以来1976年生まれで通してきたが、2014年12月18日の誕生日にブログで「実は40才になりました。2才サバよんでた。」とカミングアウトした。

## 出演

### 舞台
- STRAYDOG『路地裏の優しい猫』（2001年7月24日-29日、SPACE ZERO／9月28日-30日、近鉄小劇場） - 主役：ハルコ 役
- 激富☆熱視線 『JIN降臨』 〜FREE&PAIN〜（2004年5月26日-30日、大阪市立芸術創造館） - 主役
- 『a Day』（2006年7月17日）
- The Stone Age『一頭と一羽と一人と一輪』（2006年8月9日、新神戸オリエンタル劇場） - 巫女 役
- 『テノヒラサイズの人生大車輪』（2009年2月20日-22日、SoapOperaClassics）
- 元祖黒久1・1・1　第2回公演『はし』（2009年4月9日-12日、HEP HALL／7月5日、ルミネtheよしもと） - 主役：木村良美 役
- 『テノヒラサイズの天国と地獄』（2009年7月11日-12日、SoapOperaClassics）※30分の短編作　アメリカ村芝居バトルフェスティバル　G-1　GP 参加作品。この作品で参加8劇団の中で優勝を果たした。
- 『テノヒラサイズの致命的な欠陥』（2009年7月21日-26日、SoapOperaClassics）
- 『一口サイズのテノヒラサイズ』（2009年12月18日-23日、シアトリカル應典院）
- 『テノヒラサイズの飴と鞭と罪と罰 (A)(B) 』（2010年4月17日-18日、大阪歴史博物館 講堂／4月23日-25日、SoapOperaClassics）
- 『テノヒラサイズの吸血鬼』(2010年5月2日、ABCホール)　※20分の短編作「中之島春の文化祭2010」参加作品。
- 『テノヒラサイズの人生大車輪』（2010年9月14日-15日、HEP HALL／9月22日-26日、池袋小劇場[5]）※2009年作品の再演。
- 『テノヒラサイズの致命的誤謬』（2011年3月9日-13日、下北沢駅前劇場[6]／4月1日-3日、HEP HALL）
- 『テノヒラサイズの吸血鬼』（2011年11月19日・21日、シアトリカル應典院）※再演。「LINX'S-03-」での上演。全4回のうち19日12時と21日18時30分の2回のみ出演。
- 『テノヒラサイズのトナカイガリ』（2011年12月21日、シアターカフェNyan）※全3回公演のうちこの日のみゲスト出演。
- 『テノヒラサイズの天国と地獄』（2012年2月26日、なんばCITY ガレリアコート）※再演。初の屋外上演。
- 『テノヒラサイズの天国と地獄』（2012年5月18日-21日、in→dependent theatre 2nd）※再演。「LINX'S-04-」での上演。
- テノヒラサイズのコント集 『いきちがい』[7]（2012年5月29日、千日前TRIBE）※「Ｇ×Ｖ×Ｃ火曜祭Vol.1」での上演。
- テノヒラサイズ『泥の子と狭い家の物語』（2012年9月7日-9日、ロクソドンタブラック）
- 『テノヒラサイズの天国と地獄』（2012年10月27日-28日、上野ストアハウス）※再演。「LINX'S TOKYO」での上演。
- スイス銀行『スイス金鉱3』（2012年12月12日、淀川文化創造館シアターセブン）※演劇ユニット「スイス銀行」 の公演にテノヒラサイズとしてゲスト出演
- テノヒラサイズ『不老不死セレブレイション』（2013年11月15日-17日、世界館）
- 『テノヒラサイズの天国と地獄』（2013年11月17日[8]、万博記念公園お祭り広場）※再演　ABCラジオまつり内での上演。
- テノヒラサイズ『それでも世界には俺がいた方がいい』（2014年12月2日-7日、DAIHATSU MOVE 道頓堀角座）
- テノヒラサイズ『老人と怪物』（2015年10月2日-5日、SPACE9）
- AR PRESENTS『テノヒラサイズの人生大車輪』（2016年7月5日-6日、ABCホール）※あだち理絵子(AR)自身がプロデュースし、テノヒラサイズの代表作を劇団以外のメンバー[9]を交えての公演を実現した。（テノヒラサイズからはあだち本人と井之上チャルのみ出演。）
- スイス銀行presents 『関西演劇ドラフト会議』(2016年12月16日、淀川文化創造館シアターセブン)
- テノヒラサイズ『大豆の丸みに心打たれて生きろ』(2017年3月31日-4月2日、HEP HALL)
- AR PRESENTS『テノヒラサイズの人生大車輪』（2017年6月23日-25日、ABCホール）※あだち理絵子プロデュースで昨年好評だった作品の再演。基本はテノヒラサイズ以外のメンバーでの異業種交流戦。今回は女性2名を新たに加え「女1」役・「女3」役をダブルキャストでAチーム、Bチームでの公演となった[10]。
- WARAOMO企画『音。』(2018年2月15-18日、TORII HALL) - 尾上眞子 役
- STYLISH FLOWERS『こちらトゥルーロマンス株式会社』（2018年9月13日-17日、in→dependent theatre 2nd） - 稲垣 役
- テノヒラサイズ『優しい犯罪者』（2018年10月26日-28日、HEP HALL）
- AR PRESENTS『こちらトゥルーロマンス株式会社』（2019年4月4日-7日、HEP HALL）※あだち理絵子プロデュース3作目。自身が前年客演したSTYLISH FLOWERSの同作に惚れ込み公演を実現。ダブルキャストでAチーム、Bチーム[11]で公演。
- テノヒラサイズ『憧れのデコラティブライフ』（2019年10月25日-27日、HEP HALL）
- 朗読劇『ハンカチ』（2021年10月29日-31日、DAIHATSU 心斎橋角座）
- 『大阪環状線 大正駅編〜愛のエイサー プロポーズ大作戦〜』（2021年12月11日-25日、大阪松竹座）- 北畠かなえ 役
- テノヒラサイズ『春の遺伝子』（2023年10月20日-22日、in→dependent theatre 2nd）
- テノヒラサイズ『劇団の先輩』(2024年5月5日、ABCホール)　※20分の短編作「中之島春の文化祭2024」参加作品.
- テノヒラサイズ 『止まれない12人』（2025年3月27日 - 30日、ABCホール）[12]

### オンライン演劇
- AR PRESENTS『フィーバー5〜zoomバージョン〜』（2020年7月23日-26日、zoom）※あだち理絵子プロデュース4作目。前作「こちらトゥルーロマンス…」の作者・木下半太の同名作品をチョイス。男性5名,女性2名[13]が4名のキャスト（男性3名,女性1名）を交代で公演。
- ニコルソンズオンライン劇場 『こちらトゥルーロマンス株式会社～在宅ワーク編』（2020年9月5日、zoom） - 稲垣 役

### イベント
- 第2回 茨木麦音フェスト（2013年9月22-23日）- 総合司会
- 第3回茨木麦音フェスト（2014年9月20-21日）- 総合司会
- 第4回茨木麦音フェスト（2015年9月20-21日）- 総合司会
- 『鬼平犯科帳』プレミアム上映会　ゲスト：梶芽衣子（2016年3月27日、大阪朝日生命ホール）- 司会
- 『大豆の丸みに心打たれて生きろ』チケット発売前イベントでトークショー（2017年2月13日、淀川文化創造館 シアターセブン BOX3）
- 『人生大車輪寄席』（2017年2月20日、天満天神繁盛亭） - スペシャルゲスト
- 『必殺仕事人』上映会&三田村邦彦スペシャルトークショー（2017年10月14日・大阪朝日生命ホール、10月29日・福岡 都久志会館ホール、11月14日・東京 新宿ピカデリー、2018年2月24日・広島 中国新聞ホール） - 司会
- 『テノヒラ大豆のトナカイ会』～大豆の丸みDVD発売記念クリスマスイベント～（2017年12月18日、淀川文化創造館シアターセブン）
- 『音。アフタートーク』～WARAOMO企画『音。』アフターイベント（2018年2月25日、千日亭）
- 映画『クレイジーアイランド』完成記念イベント in 大阪（2018年11月18日、淀川文化創造館シアターセブン BOX1） - 司会
- 『密偵”おまさ”役・梶芽衣子トークショー付き「鬼平犯科帳ゆかりの地バスツアー」』（2018年12月2日） - トークショー司会（東武ホテルレバント東京）
- 映画『ただ傍にいるだけで』舞台挨拶（2020年10月23日、池袋HUMAXシネマズ） - 司会
- 『木下半太のロックンロール・ナイト』（2021年1月28日、ロフトプラスワンウエスト） - ゲスト
- 映画『ある家族』舞台挨拶（2021年8月20日・シネ･リーブル梅田、8月29日・シネ･リーブル神戸）

### テレビ番組
- ワールドコレクション（毎日放送）
- 関西を歩く（1999年 - 2001年、毎日放送）
- GET!（1999年4月 - 2001年3月、毎日放送）
- おはよう朝日です（朝日放送）- クローズアップリポーター
- スーパー・アイドル・ネットワーク「だちプロ」（2002年、KBS京都・サンテレビ）
- ダルコロ!!（2002年10月 - 2003年6月、KBS京都）
- まるごと市政（2005年 - 2007年、ケーブルテレビ西宮）
- やっぱり京都（2005年、KBS京都）→美味しい京都（2006年）→YOU遊京都（2007年）→おいしんぼ京都（2008年）　→彩々ぐるめ京都（2009年）→京都味びより（2010年）
- 田渕岩夫の得ダネ!てれび（2006年10月 - 2008年3月、KBS京都）- アシスタント
- 月イチ☆きょうと府（2008年 - 2010年、KBS京都）
- ぷらっと旅気分（2009年 - 2017年3月、eo光テレビ）- ナビゲーター
- ちょっと一杯（2009年 - 2011年、J:COMチャンネル 神戸・三木）
- ぐるっと関西おひるまえ（2009年9月～、NHK大阪）- リポーター
- 美的空間住まいるNavi！（J:COMチャンネル）
- 第2回大阪マラソン（2012年11月25日、eo光テレビ）- 中継リポーター
- 2時コレ！しっとぉ！？（2013年10月 - 2016年3月、サンテレビ）- ）- プレゼンター
- 第3回大阪マラソン（2013年10月28日、eo光テレビ）- 中継リポーター
- 第4回大阪マラソン（2014年10月27日、eo光テレビ）- 中継リポーター
- ほし☆おび（2015年～2019年3月、毎日放送）- プレゼンター
- 第5回大阪マラソン（2015年10月26日、eo光テレビ）- 中継リポーター
- ぽじポジたまご内ミニドラマ「消費者トラブル未然防止のために」（2016年1月29日、KBS京都）
- 第6回大阪マラソン（2016年11月1日、eo光テレビ）- 中継リポーター
- 歴史秘話ヒストリア　第267回放送「戦国一のワル？ 山形・最上兄妹の素顔」（2016年11月18日、NHK大阪）- 義姫 役
- 関西歴史口伝（2017年9月 - 2018年3月、eo光テレビ）- リポーター
- 第7回大阪マラソン（2017年11月26日、eo光テレビ）- 中継リポーター
- 第8回大阪マラソン（2018年11月25日、eo光テレビ）- 中継リポーター
- 第9回大阪マラソン（2019年12月1日、eo光テレビ）- 中継リポーター
- 走れ！みつくに社長 アスリートスペシャル（2021年9月26日、テレビ大阪）- MC

### テレビドラマ
- 「艶姿!ナニワの光三郎七変化」（1997年10月2日、フジテレビ） - OL 役
- 「浪速の仕事人」（1997年、フジテレビ)　- 晴美 役[14]
- 月曜ドラマスペシャル 森村誠一サスペンス 「迷路」（1997年12月8日、TBSテレビ）
- 「冷たい月」 第8話（1998年3月2日、讀賣テレビ放送） - 看護婦 役
- 土曜ワイド劇場 「花吹雪美人スリ三姉妹」 第1作：京都-伊東-伊良湖-琵琶湖に秘められた名曲の謎（1998年6月20日、テレビ朝日）
- 「ナニワ借金道 盗られてたまるか 新喜劇番外編」（1998年11月8日、讀賣テレビ放送） - メイド 役[14]
- 「ソードブル」（1999年、関西テレビ） - ミヤコ 役[14]
- 「ワニのこだわり～アイドル刑事S(スピリット)」（1999年、TBSテレビ） - 偶像刑事 役[14]
- 「新・部長刑事 アーバンポリス24」 第429話「気付かれなかった事件！」（2000年1月29日、朝日放送） - ユミ 役
- 「いのちの現場から7」（2001年5月28日 - 7月27日、毎日放送） - 河合明菜(看護婦) 役
- 「時空警察ヴェッカーD-02」 第4話（2002年2月14日、テレビ朝日） - 鏡姫 役
- 衛星ドラマ劇場 「ビタミンF」 第四章「ゲンコツ」（2002年7月4日、NHK衛星第2） - 大川加奈子 役
- 「西洋骨董通り物語II 京都不思議ストーリー」 第1話「母からの電話」（2003年1月6日、KBS京都）
- 「17才夏。」 第9話「カリスマモデルになる!」（2003年9月13日、朝日放送） - 先輩 役
- 「お寺の国のアリス」（2003年10月-12月、KBS京都） - 山下茉莉子 役
- 「Bella Grazie−ベッラ・グラツィエ−」[15]（2004年3月、関西テレビ） - OL 役(主役) 　監督：安田真奈
- 「人が殺意を抱くとき」 第4話「悪夢の放課後」（2005年1月10日、朝日放送）
- 「11通の…出せなかったラブレター」 第9通 女優志願（2005年3月6日、朝日放送） - 佐野みどり 役
- 土曜ワイド劇場 「黒革の手帖スペシャル～白い闇」（2005年7月2日、テレビ朝日）
- 「水戸黄門 第34部」 第19話「浪花女は銭の神様」（2005年5月30日、TBSテレビ） - おひさ 役
- 「よろず刑事」 第1話「恨みの婚姻届」（2006年1月14日、朝日放送） - 山里景子 役
- 土曜ワイド劇場 「北アルプス連続殺人ルート」（2006年9月30日、テレビ朝日）
- ドラマ30 「京都へおこしやす!」（2008年1月-2月、毎日放送） - 島本里美 役
- 水曜ミステリー9 「名犬フーバーの事件簿」（2008年6月11日、テレビ東京）
- 連続テレビ小説 「ウェルかめ」第142回･第143回（2010年3月18･19日、NHK大阪） - 友近真子 役
- 再現ドラマ「堀ちえみの衝撃 子育て奮闘記！」（2013年7月14日『マルコポロリ！』、関西テレビ）- 堀ちえみ 役
- ドラマ10 「わたしをみつけて」（2015年11月24日 - 12月15日、NHK大阪）
- 土曜ドラマ 「スクラップ・アンド・ビルド」(2016年12月17日、NHK)
- 「科捜研の女 第16シリーズ」 File.13「似顔絵の女」（2017年2月9日、テレビ朝日）- 被害者支援室 藤井 役
- 「ここからはじまる物語。」 第2話「オジサマの花束」（2017年11月11日、毎日放送）- オジサマの娘 役
- 「湯けむり美人 出会い旅2」　第5話「祖谷温泉 それぞれの旅」（2019年7月14日、V☆パラダイス）- 吉田久美 役
- 連続テレビ小説 「スカーレット」第17回（2019年10月18日、NHK大阪） - アケミ 役
- 「探偵・由利麟太郎」 第2話、第3話（2020年6月23日･30日、関西テレビ・フジテレビ系） - 等々力警部の妻 役
- 「ミヤコが京都にやって来た！」第2,4,5話（2021年1月10日～、朝日放送テレビ）- 志織 役
- 再現ドラマ「原田龍二･愛夫妻」（2021年9月19日『マルコポロリ！』、関西テレビ）- 原田愛 役
- 「逆転人生」-人生“最期の食事”で逆転できる-（2021年10月11日、NHK）- 大谷幸子 役
- 「ストレス・リレー」（2021年11月26日<京都ローカル>・12月10日<BS1>、NHK京都）
- 連続テレビ小説 「カムカムエヴリバディ」第24回（2021年12月4日、NHK大阪）- 「たちばな」におはぎを買いにくる客 役[16]
- BS時代劇「大岡越前6」 第7回「母子の真実」（2022年6月24日、NHK-BSP）- おとせ 役
- プレミアムドラマ「グレースの履歴」 第6話「記憶のかけら」（2023年4月23日、NHK-BSP）- 角田純作の妻 役
- 「週末旅の極意2〜家族って近くにいて遠いもの〜」 第6話「母親の愛情」（2025年2月14日、テレビ東京）- 馬淵瞳 役

### ラジオドラマ
- 「ミミよりドラま」（ラヂオつくば）
  - わたし上京します（2016年8月7日、テノヒラサイズとして出演） - 主役：ミカ 役 （再放送：2017年3月20日）
  - 不老不死のクスリ（2016年8月14日、テノヒラサイズとして出演） - マグロを15年間冷蔵庫に寝かせていた女 役
  - 2016年11月7日放送（テノヒラサイズとして出演、再放送：2017年2月13日）
    - ショート・ストーリー：「しばけん」 - ママ 役
    - ショート・コント：「なんなん？」×3、「先生と生徒」、「モテたい！」×2、「伝わらん」、「ノーサプライズ」×2、「サプライズ」

### オリジナルビデオ / LD / DVD / Vシネマ
- 「平成ウルトラセブン」　全13部作（1998年、1999年、2002年） - ウルトラ警備隊　ホンジョウ・ルミ隊員 役
- 「魔神騎士ジャック☆ガイスト」（2000年） - 立原智 役
- 「ウルトラマンネオス」 第10話「決断せよ! SX救出作戦」（2000年） - 女子アナウンサー 役
- 「難波金融伝ミナミの帝王」17　「極道金融」（2000年）
- 「イヴォルバー -EVOLVER-」（2004年） - マヤ 役
- DVD「あだち理絵子 R」（2001年、竹書房）
- DVD「あだち理絵子 RAID」（2002年、三和出版）

### 映画
- 「とらばいゆ」（2001年）- 女性アナウンサー 役 　監督：大谷健太郎
- 「Rei-ya」（2002年） - 道田理乃 役　監督：高橋巖
- 「美少女探偵団 ～飛鳥からの風～」（2003年） - 茜 役　監督：亀井弘明
- 大阪府人権教育啓発映画「ステップ！」 (2004年) - 山岡美鈴 役　監督：金鐘守
- 「ボン・ボヤージュ!」[17]（2004年） - 美鈴 役　監督：及川拓郎
- 「或る探偵の証明」（2007年） - エリ 役　監督：山口雅和
- 「第2写真部」 （2009年） - 柴田先生 役　監督：松村清秀
- 短編「思い出は桜色」（2009年） - 主役：祥子 役　監督：山口雅和
- 「あなたのとなりはだれ？」（2010年） - 主役：香美 役　監督：谷口譲
- 「縁 -enishi-」（2011年） - 実似絵 役　監督：松村清秀
- 「日向のカフェ[18]」（2011年）- 森下洋子 役　監督：山口雅和
- 「キセキの葉書」[19]」（2017年）　監督：ジャッキー・ウー
- 「ロックンロール・ストリップ」（2020年） - 勇太の母 役　監督：木下半太
- 「ソワレ」（2020年） - 山下タカラの先生 役　監督：外山文治
- 「ただ傍にいるだけで」（2020年） - 朝霧静香 役　監督：上田時高
- 「はらいそクラブ」（2020年） - ホンの亡き母 役　監督：山岡聡
- 「ある家族」（2021年） - 染谷真由美 役　監督：ながせきいさむ
- 短編「Orange girl friend」（2022年）- 左橋花子役　監督：Koji Uehara
- 「泥の子と狭い家の物語」（2022年） - 法事に参列する幼児の母 役　監督：西岡眞博
- 「ヴィレッジ」（2023年）- 記者役　監督：藤井道人

### 街頭エキシビジョン
- らじかるビデオジョッキー　VJ　※大阪・道頓堀のパブリックビューアー(大型ビジョン)『トンボリステーション』のVJを不定期に担当）

### Web動画
- キャンプへGO！（2011年、テノヒラサイズとして出演）

### CM
- 小林製薬「噛むブレスケア」[14]
- 大阪市交通局「オスカードリーム」[14]
- 「湯元 赤目 山水園」[14]
- 富士通テン イクリプス 「パパは宇宙人」（2016年） - ママ 役[20]
- 四国ガス 「息子の成長」 （2016年） - 母親 役[21]
- 大阪私立中学校高等学校連合会「大阪府私立高校授業料無償化制度」（2021年～） - 母親 役[22]
- ダイドードリンコ企業CM ～60秒ver.～ （2024年） - 母親 役[23]
- かんでんeショップ　（2025年）

### ラジオ
- カンカン歌謡曲（2004年 - 2005年、ラジオ大阪）
- テノヒラサイズの透明ラジオ（2009年11月29日、KissFM）
- 笑福亭銀瓶の銀ぎんワイド（2014年9月8日～12日、ラジオ大阪）※和田麻実子アナウンサーの夏休み取得により代役としてアシスタントを担当。
- 角座演芸アワー〜道頓堀から生放送!〜（2014年11月13日、ラジオ関西）※新婚旅行のため休演した事務所の後輩・関真由美（元・山口朝日放送アナウンサー）の代役としてアシスタントを担当。